# Brian McBride
Brian McBride  (Arlington Heights, Illinois, 1972. június 19. –) amerikai válogatott labdarúgó, jelenleg a Major League Soccer bajnokságban szereplő Chicago Fire támadója. Európai pályafutása során a Premier League-ben szereplő Fulham gárdájánál tett szert hírnévre, ahol huzamosabb időt töltött el. 2006-ban vonult vissza a válogatottságtól, 96 mérkőzésen 30 gólt szerzett.